# مسابقات اتومبیلرانی جام کاخ خورشید
مسابقات رالی جام کاخ خورشید یک رقابت کشوری در رشته اتومبیل رانی رالی است که اولین دوره ان در سال ۱۳۸۵ توسط فدراسیون اتومبیل‌رانی ایران برگزار شد. مسافت این مسابقات در حدود ۱۰۰۰ کلیومتر است که به مدت ۲ روز در مسیرهای خاکی و آسفالت انتخابی در استان خراسان رضوی برگزار می‌شود.

## خودرو
خودورهای شرکت کننده در این مسابقات در سه کلاس ۱۴۰۰ سی سی، ۱۶۰۰ سی سی و ۲۰۰۰ سی سی تقسیم بندی می‌شوند.

## تاریخچه

### اولین دوره
اولین دوره این رقابتها در تاریخ 1385/04/1 با حضور بیش از ۴۰ شرکت کننده دراستان خراسان برگزارشد.

#### نتایج اولین دوره مسابقات رالی کاخ خورشید
- در کلاس ۱۴۰۰ سی سی:

1. منصورصرفان و حسین نبوی از تیم ایران خودرو در سکوی اول ایستادند.
2. تیم چای طلا در سکوی دوم ایستاد.

- در کلاس ۱۶۰۰ سی سی:

1. فرامرز پورناصر وعلیرضا مقسمی ازتیم ایران خودرو در سکوی اول ایستادند.
2. تیم مزدا در سکوی دوم ایستاد.

- در کلاس ۲۰۰۰ سی سی:

1. حسین قدسی وشهرام برادران ازتیم ایران خودرو در سکوی اول ایستادند.
2. تیم سایپا در سکوی دوم ایستاد.[۱]

### دومین دوره
دومین دوره این رقابتها در تاریخ 1386/05/2 با حضور بیش از ۹۶ شرکت کننده با ۴۹ اتومبیل در استان خراسان برگزارشد.

#### نتایج دومین دوره مسابقات رالی کاخ خورشید
- در کلاس ۲۰۰۰ سی سی:

1. حسین قدسی، راننده و علیرضا مقسمی، نقشه خوان از تیم ایران خودرو در سکوی اول ایستادند.
2. محمد خاکبان، راننده و احسان حافظ نظامی، نقشه خوان از تیم خراسان الف در سکوی دوم ایستادند.
3. پاستور مقصودی، راننده و حسین قورچیان، نقشه خوان از تیم ایران خودرو در در سکوی سوم ایستادند.

- در کلاس ۱۶۰۰ سی سی:

1. محمد علی مرندیان، راننده و سینا سعیدی، نقشه خوان از تیم سایپ در سکوی اول ایستادند.
2. مسعود عبد الشاه، راننده و محمد رضا ملک‌آبادیان، نقشه خوان در سکوی دوم ایستادند.
3. فرامرز پورناصر، راننده و احمد پیوندی، نقشه خوان از تیم مزدا با زمان در سکوی سوم ایستادند.

- در کلاس ۱۴۰۰ سی سی:

1. محمد قلعه بانی، راننده و علیرضا عرب، نقشه خوان از تیم سایپا ج در سکوی اول ایستادند.
2. رضا شالچی، راننده و شهرام برادران، نقشه خوان از تیم ایران خودرو ب، در سکوی سوم ایستادند.

- در کلاس ۱۶۰۰ و ۲۰۰۰ سی سی:

1. علی نادر جواهریان، راننده و منوچهر عاشور زاده، نقشه خوان در سکوی اول ایستادند.
2. مجید شهیری، راننده و سروش باغبان، نقشه خوان در سکوی دوم ایستادند.
3. آرش سیف الهی، راننده و علیرضا پدرام،نقشه خوان در سکوی سوم ایستادند.

- در کلاس ۱۴۰۰ سی سی:

1. اردلان غزنوی، راننده و پیام الهامی، نقشه خوان در سکوی اول ایستادند.
2. رمضان جلالی، راننده و اشرف السادات سیدی، نقشه خوان در سکوی سوم ایستادند.[۲]

### سومین دوره
سومین دوره این رقابتها در تاریخ 1387/07/19 با حضور بیش از 90 شرکت کننده با 45 اتومبیل در استان خراسان برگزارشد.